# Peter Cetera
Peter Paul Cetera (Chicago, Illinois; 13 de septiembre de 1944) es un cantautor, bajista y productor estadounidense, conocido por ser un miembro original de la banda Chicago (1967-1985). Desde que abandonó el grupo, Cetera ha logrado que dos de sus sencillos alcancen la máxima posición de la lista Billboard Hot 100.

## Biografía
Cetera nació en el sur de Chicago, siendo el segundo de los seis hijos que tuvo una pareja conformada por un polaco-estadounidense y una húngara-estadounidense.
A los 11 años manifestó su deseo de tener una guitarra, pero sus padres le obsequiaron un acordeón. Cuatro años más tarde, unos alumnos de su secundaria lo llevaron a un club a ver el show de la banda The Rebel Rockers, lo que lo llevó a adquirir una guitarra acústica en la tienda Montgomery Ward. Finalmente, tomó el bajo y comenzó a tocar en su ciudad junto a sus amigos, un baterista, un saxofonista y un guitarrista, compartiendo el rol de vocalista con este último.
Cetera participó en diversos grupos en el área de Chicago, incluyendo una popular banda local llamada The Exceptions, con la que recorrió el Medio Oeste de Estados Unidos a mediados de los años 1960, lanzando dos álbumes y varios sencillos.

## Periodo en Chicago
En diciembre de 1967, Cetera llegó temprano para ver el show de una banda llamada The Big Thing. Impresionado por la manera en que combinaban los instrumentos de viento con el rock and roll, Cetera abandonó The Exceptions y en menos de dos semanas se unió a The Big Thing.
The Big Thing, que pronto cambió su nombre a The Chicago Transit Authority, lanzó su álbum debut, The Chicago Transit Authority, con el sello Columbia Records en 1969. Cetera fue el cantante principal en tres de las once canciones del disco, y con su voz de tenor complementó las voces de barítono de los otros dos vocalistas del grupo, el teclista Robert Lamm y el guitarrista Terry Kath.
Su característico estilo de canto se debe a que, por un período, tuvo que cantar con la mandíbula apretada luego de lesionársela al participar en una pelea durante un juego de Los Angeles Dodgers en 1969.
El siguiente álbum, Chicago, elevó la banda a un estatus de popularidad mundial. La canción "25 or 6 to 4" fue el primer éxito donde Cetera oficiaba como vocalista. Chicago también es memorable por incluir la primera composición de Cetera, "Where do we go from here?".
Mientras la década de 1970 avanzaba, Cetera se convirtió en un compositor más prolífico para el grupo, contribuyendo con los éxitos "Wishing you were here" y "Happy man", del disco de 1974 Chicago VII.
Su mayor logro con la agrupación llegó en 1976 con la balada "If You Leave Me Now", que alcanzó el primer lugar a nivel mundial. La otra composición de Cetera, "Baby, what a big surprise", también se convirtió en un éxito, cimentando el estatus de Chicago como ballad band ('banda de baladas').
A fines de los 1970 y con la aparición de la música disco, la popularidad de Chicago declinó, culminando con el lanzamiento de Chicago XIV, el álbum peor vendido de la banda. Columbia Records posteriormente acaparó el resto del contrato del grupo.
En 1981, Cetera publicó su primer álbum como solista, Peter Cetera, con el sello Warner Bros. Records, luego de adquirir los derechos de su contrato anterior con Columbia Records. Al final, el disco se convirtió en un fracaso comercial que Cetera atribuyó a Warner Bros. Según él, su casa discográfica no quiso promoverlo como solista por miedo a que abandonara Chicago, grupo que había sido contratado por el mismo sello recientemente.
En 1982, David Foster ofició como productor y salió a la luz Chicago 16. Este álbum representaba el regreso de Chicago y su primer sencillo, "Hard to say i'm sorry", llegó a la primera posición de las tablas de popularidad. El segundo sencillo, "Love me tomorrow", también escrito por Foster y cantado por Cetera, alcanzó la posición 22 de las listas.
Cuando Chicago 17 fue lanzado al mercado en 1984, se convirtió en el álbum más exitoso de la historia de la banda, llegando a vender más de siete millones de copias solo en Estados Unidos. Los cuatro sencillos desprendidos del disco fueron interpretados por Cetera, incluyendo tres que fueron coescritos por él. Todos ellos llegaron al top 20: "Stay the night" (16), "Hard habit to break" (3), "You're the inspiration" (3) y "Along comes a woman" (14).
Con la llegada de los videos musicales y la creciente popularidad de MTV, Cetera se convirtió en el rostro y líder público de Chicago, la banda que por mucho tiempo fue anónima.

## Salida de Chicago
Con su nueva popularidad, Cetera quiso grabar otro álbum por su cuenta. Además, había declarado no tener interés por la extensa gira que la agrupación  realizaba para promover Chicago 17. Cuando el 17 Tour concluyó en abril de 1985, los mánager y diversos miembros del grupo expresaron su deseo de organizar otra gira para ese verano, y comenzaron a trabajar en el próximo álbum de Chicago. Cetera insistió en que la banda debía hacer un receso para que él pudiera concentrarse en su familia y en su álbum individual.
Tras rechazar su oferta de permanecer en la banda mientras grababa su propio disco, se anunció que Cetera y Chicago tomarían diferentes rumbos en julio de 1985.

## Carrera como solista
Después de la masiva repercusión de su primer álbum, llamado Peter Cetera, en 1985 inicia la grabación de su segundo LP, que vio la luz el 23 de junio de 1986, llamado ''Solitude / Solitaire'', en el cual se desprenden dos de sus más exitosos temas hasta la fecha:  "Glory of Love" y "The Next Time I Fall“ (a dúo con Amy Grant).
"Glory of Love", escrito junto con David Foster, en un principio estaba contemplado para aparecer en el Soundtrack de Rocky IV pero, tras el rechazo de Sylvester Stallone para tal aparición, finalmente fue incluido en la banda sonora de la película The Karate Kid, Part II, alcanzando el primer lugar en los Billboard el 2 de agosto de 1986, durando dos semanas en el puesto.
El segundo tema "The Next Time I Fall", escrito por Bobby Caldwell y Paul Gordon, llega al primer lugar en diciembre de 1986 en los Billboard Hot 100. "The Next Time I Fall" fue nominado para un premio Grammy por mejor interpretación pop por un dúo o grupo con vocales.
Actualmente ''Solitude / Solitaire'' es disco de platino, por ventas superiores a un millón de unidades, vendidas en los Estados Unidos.
En agosto de 1988 Peter Cetera saca su tercer disco de larga duración, denominado One More Story. Producido por Patrick Leonard (Madonna, Elton John, Rod Steward, etc.), en el cual participan varios artistas como Madonna en ''Scheherazade'', David Gilmour en ''Body Language'' y ''You Never Listen to Me''.
En 1992 edita su cuarto disco como solista, World Falling Down. Fue el último con el sello Warner Bros Records. De ese disco se desprenden tres sencillos, de los cuales "Restless Heart" fue número uno en la lista Billboard Adult Contemporary, "Even a Fool Can See" y "Feels Like Heaven" tuvieron un éxito moderado.

## Vida personal
El primer matrimonio de Cetera fue con Janice Sheely.
Cetera se casó con Diane Nini en 1982 y su hija nació en 1983. Cetera es el tío de la hija de su compañero de banda Robert Lamm, del matrimonio de Lamm en 1976 con la hermana menor de Diane.
En 1997, Cetera tuvo una segunda hija con su entonces novia Blythe Weber. Conoció a Weber mientras ella trabajaba en River North Records/Platinum Records.
Cetera, residente desde hace mucho tiempo de Ketchum, Idaho, ha vivido en Idaho desde mediados de la década de 1980 y es un entusiasta de los deportes.

## Discografía

### Álbumes
- 1981: Peter Cetera
- 1986: Solitude/Solitaire
- 1988: One More Story
- 1992: World Falling Down
- 1995: One Clear Voice
- 1997: You're The Inspiration: A Collection
- 2001: Another Perfect World
- 2004: You Just Gotta Love Christmas

## Premios y nominaciones
Premios Óscar
| Año  | Categoría              | Canción         | Película      | Resultado |
| ---- | ---------------------- | --------------- | ------------- | --------- |
| 1987 | Mejor canción original | "Glory of Love" | Karate Kid II | Nominado  |